# Arlington Asset Investment
Arlington Asset Investment Corporation, (NYSE: AI), är ett amerikanskt investmentbolag inom fastighetsbranschen, där de investerar främst i värdepapper kopplade till bostadslån med säkerheter i form av värdepapperiserade krediter (Mortgage Backed Securities) från amerikanska bolåneinstitut som Fannie Mae och Freddie Mac.